# Sphenomeris emirnensis
Sphenomeris emirnensis là một loài thực vật có mạch trong họ Dennstaedtiaceae. Loài này được (Hook.) Tardieu miêu tả khoa học đầu tiên năm 1956.